# Germania Prittlbach
Germania Prittlbach ist ein Schützenverein in Prittlbach (Ortsteil von Hebertshausen). Er wurde 1919 gegründet und ist Mitglied in der Luftgewehr-Bundesliga.
Erst nach dem Zweiten Weltkrieg begann in den 1950er und 60er Jahren der regelmäßige Schießbetrieb bei Germania Prittlbach. Germania entwickelte sich in dieser Zeit vom Geselligkeitsverein zum Sportverein. Im Jahre 1969 qualifizierte sich der erste Schütze für die deutschen Meisterschaften. Sechs Jahre später stieg die erste Mannschaft in die Bezirksoberliga, der damals höchsten Liga auf. Auch bei bayerischen und deutschen Meisterschaften konnten gute Platzierungen erreicht werden. 
1996 gewann Mannschaftsmitglied Petra Horneber bei den Olympischen Spielen in Atlanta im Luftgewehr die Silbermedaille. Im folgenden Jahr qualifizierte sich Germania für die neugegründete zweiteilige Luftgewehr-Bundesliga, in der sie in der folgenden Zeit zur Spitzengruppe zählte. Erst zehn Jahre später musste sie nach der Saison 2006/07 in die zweitklassige Regionalliga absteigen. In der darauffolgenden Saison konnte ungeschlagen der Wiederaufstieg geschafft werden, sodass Germania Prittlbach fortan wieder in der Bundesliga Süd antritt. Daneben schießt die zweite Mannschaft in der Bayernliga. 
Germania Prittlbach zählt rund 160 Mitglieder. Zu den bekanntesten Schützen, die bei Germania aktiv waren oder sind, gehören die Olympiateilnehmer Petra Horneber, Wolfram Waibel junior, Annik Marguet und Jamie Beyerle.